# Orthoux-Sérignac-Quilhan

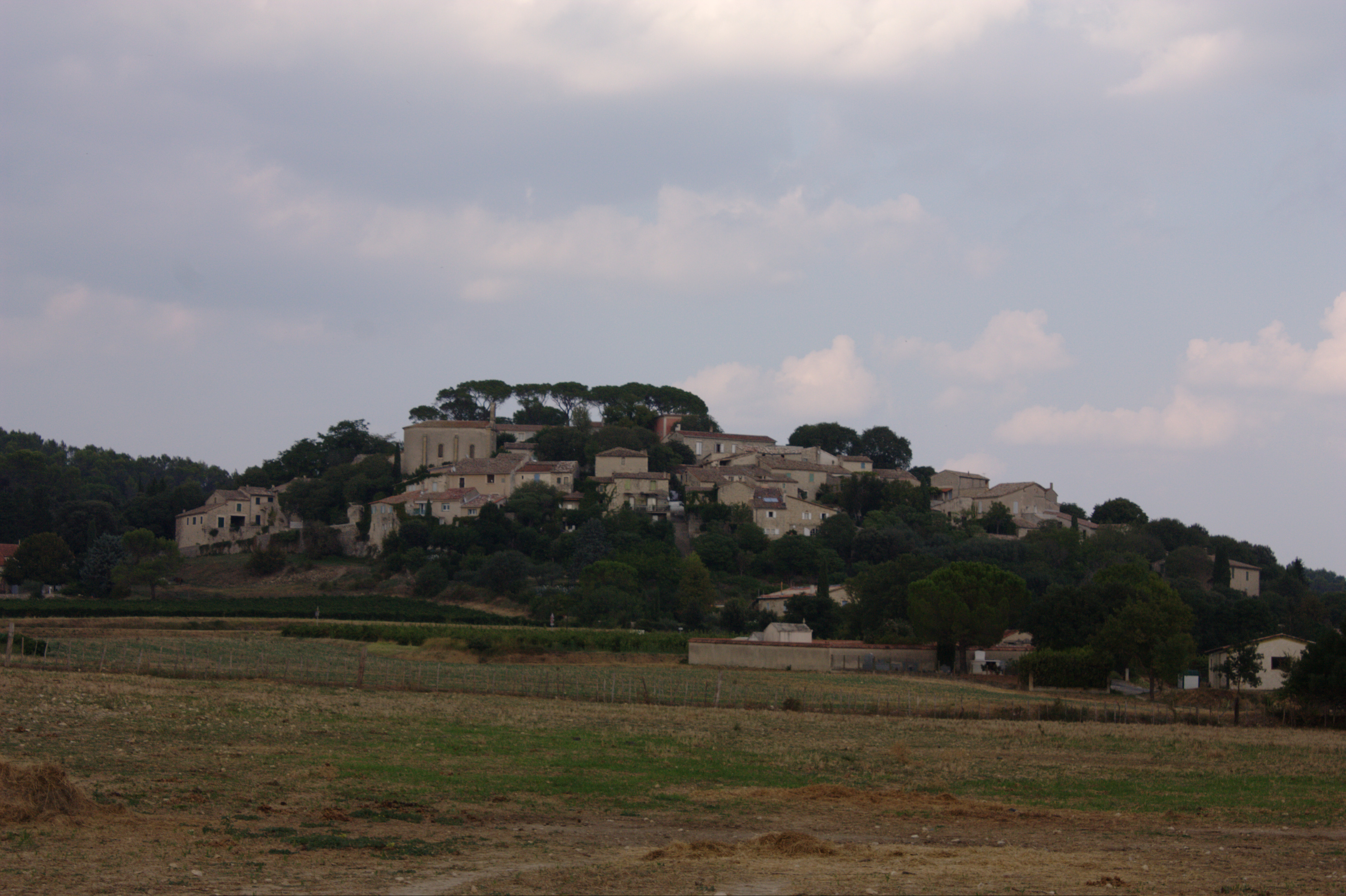
Zicht op het dorp

Orthoux-Sérignac-Quilhan is een gemeente in het Franse departement Gard (regio Occitanie) en telt 366 inwoners (2005). De plaats maakt deel uit van het arrondissement Le Vigan.

## Geografie
De oppervlakte van Orthoux-Sérignac-Quilhan bedraagt 14,3 km², de bevolkingsdichtheid is 25,6 inwoners per km².
De onderstaande kaart toont de ligging van Orthoux-Sérignac-Quilhan met de belangrijkste infrastructuur en aangrenzende gemeenten.

## Demografie
Onderstaande figuur toont het verloop van het inwonertal (bron: INSEE-tellingen).
1. ↑  Populations de référence 2022.